# Lucy Gordon (actriz)
Lucy Gordon (Oxford, 22 de mayo de 1980 - París, 20 de mayo de 2009) fue una actriz y modelo británica.
Gordon fue hallada muerta ahorcada en su apartamento de París, el 20 de mayo de 2009, dos días antes de su 29º cumpleaños.
Un oficial de la policía francesa indicó, en declaraciones extraoficiales, que la actriz se suicidó. Unos meses atrás su mejor amigo también se había suicidado.

## Filmografía
- 2001: Perfume como Sarah.
- 2001: Serendipity como Caroline Mitchell.
- 2002: Las cuatro plumas como Isabelle.
- 2005: Las muñecas rusas como Celia Shelburn.
- 2007: Serial como Sadie Grady.
- 2007: Spider-Man 3 como Jennifer Dugan (cronista de TV)
- 2008: Frost como Kate Hardwick.
- 2009: Brief Interviews with Hideous Men como autoestopista.
- 2009: Cinéman como la amiga de Fernandel.
- 2010: Gainsbourg (vida de un héroe) como Jane Birkin.